# والي غرانت
والي غرانت (بالإنجليزية: Wally Grant)‏ هو لاعب هوكي الجليد أمريكي، ولد في 8 ديسمبر 1927 في ليونيداس في الولايات المتحدة، وتوفي في 5 نوفمبر 2014.

## وصلات خارجية
- والي غرانت على موقع HockeyDB.com (الإنجليزية)